# Рандолф Черчил
Рандолф Черчил (енгл. Randolph Churchill; Лондон, 28. мај 1911 — Ист Бергхолт, 6. јун 1968), британски новинар и политичар, син британског премијера Винстона Черчила.

## Биографија
Рођен је 28. маја 1911. године у Лондону. Школовао се у Итон Колеџу и на Универзитету у Оксфорду. Након школовања је постао новинар. Бавио се и политиком, као члан Конзервативне партије. Од 1940. до 1945. године је био заступник у Парламенту Уједињеног Краљевства.
За време Другог светског рата, 1944. године, као мајор Британске војске био је послат у Југославију, где је био члан Британске војне мисије при Врховном штабу НОВ и ПОЈ. Не дуго по доласку у Југославију, 25. маја 1944. године био је накратко заробљен приликом немачког десанта на Дрвар. Приликом заробљавања, немачки војници нису успели да открију његов идентитет, а убрзо је био ослобођен од стране партизана. Потом је заједно са шефом британске војне мисије Фицројем Меклејном и члановима Врховног штаба прешао на острво Вис. Од стране Меклејна је потом био упућен у Главни штаб НОВ и ПО Хрватске. 
Умро је од срчаног удара 6. јуна 1968. године у свом дому у Ист Бергхолту, у грофовији Сафок, у југоисточној Енглеској.